# Seleukijsko-ktésifónský sněm
Seleukijsko-ktésifónský sněm, nazývaný také Sněm Mar Izáka, byl církevní koncil konaný roku 410 v Seleukii-Ktésifónu, hlavním městě perské sásánovské říše. Byl svolán králem Jazdkartem I. (399–421) a zorganizoval křesťany perské říše do jednotné církve, kterou nazýváme církev Východu. Zároveň sněm církev právně ukotvil a umožnil jí další rozvoj, a proto bývá přirovnáván ke Konstantinovu milánskému ediktu přibližně o sto let dříve.

## Motivace
Dříve perský stát křesťany pronásledoval, protože se obával, že jsou loajální k římské říši, jež za Konstantina Velikého legalizovala křesťanství a se kterou Sásánovská říše opakovaně válčila. Pronásledování bylo nejkrutější za Šápúra II. (309-379). Šápúr I. (241–272), druhý šáhinšáh (král králů) sásánovské dynastie, postoupil v roce 260 až do Antiochie a on i Šápúr II. deportovali na východ velkou část populace obsazených území, aby posílili perskou ekonomiku.
Jazdkart I. se rozhodl vyrovnat s římským císařem v Konstantinopoli i s křesťanskou menšinou ve své vlastní říši. V roce 409 dovolil křesťanům otevřeně vyznávat své náboženství a provozovat kostely. Zoroastrismus však byl nadále oficiálním náboženstvím a odpadnutí od něj se trestalo smrtí.
Na návrh biskupa Maruthase z Martyropole z římské strany hranice byla svolána porada biskupů, aby zorganizovala perské křesťany jako jedinou církev, s jedním biskupem v každé diecézi a jedním patriarchou, který by byl jejich hlavou v celé perské říši.

## Založení církve Východu
Koncil, kterému předsedal Mar Izák, arcibiskup ze Seleukie-Ktésifónu, rozdělil perskou církev na církevní provincie, přičemž biskupové v každé provincii měli v čele svého metropolitu (arcibiskupa) v duchu uspořádání schváleného Prvním nicejským koncilem (325) pro civilní provincie římské říše.
Arcibiskup ze Seleukie-Ktésifónu, hlavního města, který je v aktech koncilu označován jako Velký metropolita, měl mít autoritu v celé církvi a z toho důvodu byl nazýván (pravděpodobně však až později) jako katolikos.
Sněm roku 410 zřídil šest církevních provincií, známých jako vnitřní provincie, protože později byly uznány i jiné provincie mimo hranice tehdejší perské říše, nazývané pak vnější.
V pořadí významu šlo o těchto šest vnitřních provincií:
1. Seleukie-Ktésifón na území dnešního středního Iráku
2. Gondišápúr (Bét Lapat) v západním Íránu
3. Nisibis na hranici mezi dnešním Tureckem a Irákem
4. Prat d-Maišan, Basra, jižní Irák, Kuvajt
5. Arbéla (Erbil), oblast Kurdistánu v Iráku
6. Kirkúk, severovýchodní Irák[4][5][6][7]

Koncil znamenal významný milník v dějinách církve Východu a křesťanství v Asii obecně.

## Nejistý raný příkladFilioque
Synod také prohlásil, že se drží rozhodnutí prvního nicejského koncilu a přijal svou variantu nicejského vyznání víry. Krédo se dochovalo ve dvou různých verzích, z nichž každá je zaznamenána v mnohem pozdějších rukopisech. První verze je východosyrská a pochází ze zdrojů církve Východu. Druhé je západosyrská a pochází ze syrských pravoslavných zdrojů. Východosyrská verze obsahuje: „A v Ducha Svatého“, zatímco západosyrská říká: „A vyznáváme živého a Svatého Ducha, živého Parakléta, který je z Otce a Syna“. Mezi vědci se vedly spory o vztahu mezi těmito dvěma texty. Vývoj perského vyznání je obtížné vysledovat, protože před rokem 410 došlo k několika revizím textu. První verze se textově blíží původnímu nicejskému vyznání. Na druhé straně někteří učenci tvrdí, že druhá představuje původní text seleukijsko-ktésifónského koncilu a že slova „který je z Otce a Syna“ jsou nejranějším příkladem klauzule Filioque.